# 嶋田直人
嶋田 直人（しまだ なおと、1991年5月21日 - ）は、ラグビー指導者で、元ラグビーユニオン選手。

## 略歴
京都府出身。中学校からラグビーを始めた。
京都市立伏見工業高等学校へ進学。高校日本代表候補に選ばれた。　
2010年、立命館大学に進み、1年生から試合に出場。2年の冬に大きなケガをするが、3年次に復帰。4年次では副将に就任し、12年ぶりに関西リーグ優勝となった。
2014年、キヤノンイーグルス（現・横浜キヤノンイーグルス）に加入。同年12月14日に行われたジャパンラグビートップリーグ2ndステージ第3節のトヨタ自動車ヴェルブリッツ戦に途中出場で公式戦初出場を果たす。2018～2020年には、庭井祐輔と共に共同主将を務めた。現役時代のポジションはフランカー、ナンバーエイト。
2021年のトップリーグでは、7試合に出場。2022年のリーグワン初年度は15試合に先発出場した。
2022年春、日本代表候補に名を連ね、NDS（ナショナル・デベロップメント・スコッド）に招集された。6月11日には「エマージング・ブロッサムズ」チームで、トンガに由来のある日本国内選手によるトンガ・サムライフィフティーンと対戦するフンガ・トンガ噴火チャリティマッチに出場した。
2022-23シーズンは、7番先発出場13試合を含む 計17試合に出場し、横浜キヤノンイーグルスはトップ4入りした。
2024年12月29日、ジャパンラグビーリーグワン2024-25第2節のコベルコ神戸スティーラーズ戦において、トップリーグ・リーグワン通算100試合出場（トップリーグ53試合、リーグワン47試合）を達成。
2025年3月7日、2024-25シーズン限りでの現役引退を発表した。
2025年5月10日、リーグワン2024-25DIVISION1の最終第18節、東芝ブレイブルーパス東京戦に先発出場し、選手生活を終えた。リーグキャップ数は112となった。現役時代には「ミスターイーグルス」と呼ばれた。
2025年8月、横浜キヤノンイーグルスの育成・普及スタッフに就任した。